# Robert Nighthawk
Robert Lee McCollum, noto come Robert Nighthawk o Robert Lee McCoy (Helena, 30 novembre 1909 – Helena, 5 novembre 1967), è stato un cantante e musicista statunitense.